# مبدأ باسيكيفي ككونن

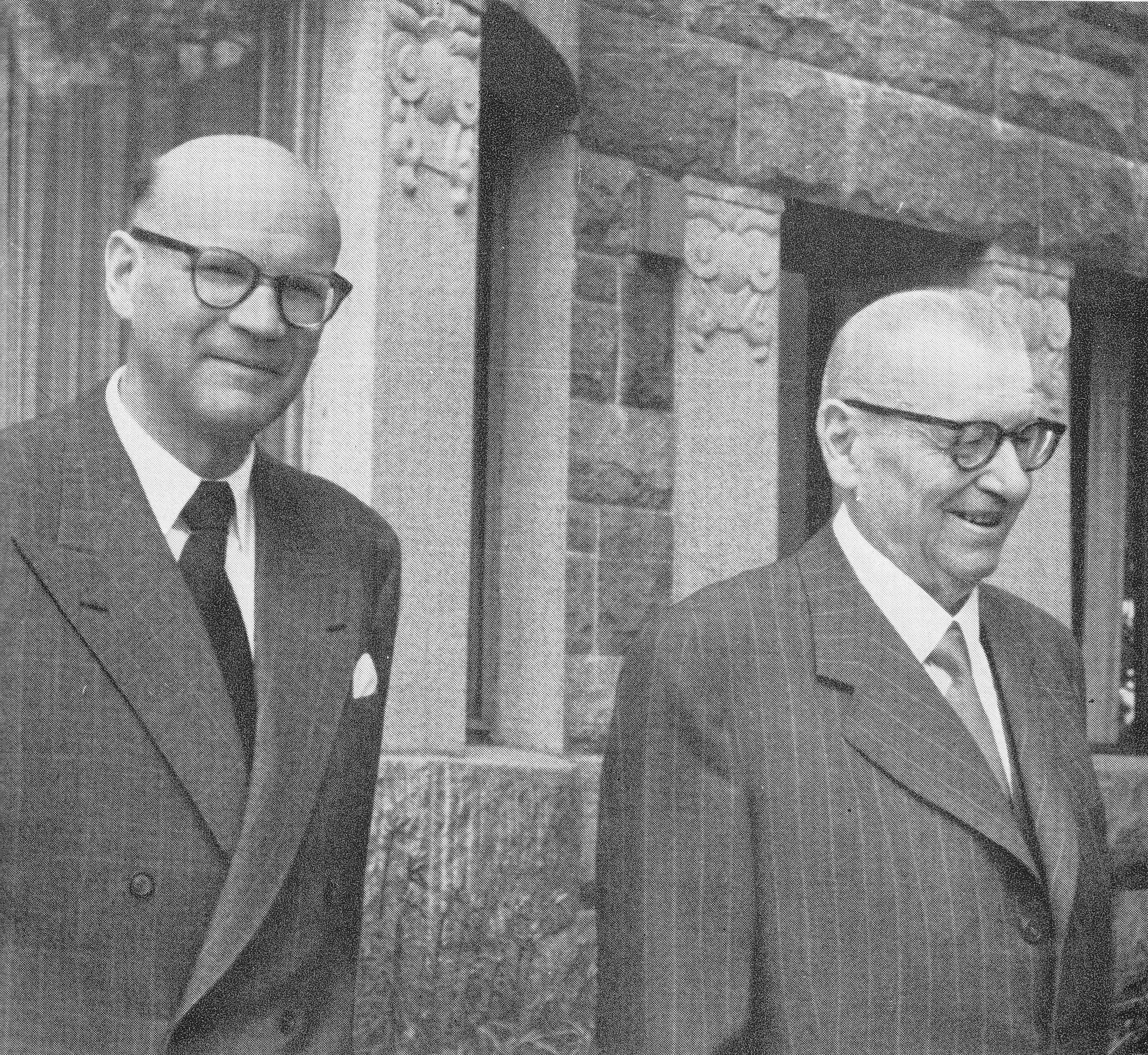
أورهو كيكونين وج. ك. باسيكيفي في كولتارانتا 1955

مبدأ باسيكيفي كيكونن هي عقيدة سياسة خارجية أنشأها الرئيس الفنلندي يوهو كوستي باسيكيفي واستمر في عهد خليفته أورهو كيكونن، بهدف بقاء فنلندا كدولة مستقلة ذات سيادة وديمقراطية في المنطقة المجاورة مباشرة للاتحاد السوفيتي.
كان المؤسس الرئيسي لسياسة الحياد الخارجية لفنلندا في فترة ما بعد الحرب هو يوهو كوستي باسيكيفي الذي كان رئيسًا من عام 1946 إلى عام 1956. طور أورهو كيكونن، الرئيس من عام 1956 حتى عام 1982، هذه السياسة بشكل أكبر، مشددًا على أن فنلندا يجب أن تكون دولة نشطة وليست دولة حياد سلبي.